# Warao jezik
Warao jezik (guarao, guarauno, warau, warrau; ISO 639-3: wba), indijanski izolirani jezik koji se govori na delti rijeke Orinoco i Delti Amacuro u Venezueli i susjednom obalnom području Gvajane i Surinama. Warao je po ranijoj klasifikaciji pripadao istoimenoj porodici guarau kojoj su pripadali i jezici guaiqueri, mariusa i chaguan.
Pripadnici etničke grupe u Gvajani služe se i gvajanskim kreolskim engleskim

## Vanjske poveznice
- Ethnologue (14th)
- Ethnologue (15th)